# Mustelus antarcticus
Mustelus antarticus là một loài cá nhám trong họ Triakidae. Đây là loài cá nhám màu xám có cơ thể mảnh mai, với những đốm trắng dọc theo cơ thể và răng giống như tấm xương và phẳng để nghiền con mồi của nó. Loài này có chiều dài tối đa từ 157 cm (đực) và 175 cm (cái). Chúng ăn động vật giáp xác, giun biển, cá nhỏ, và thân mềm. Loài cá nhám này được tìm thấy trong các vùng nước xung quanh phía nam Australia, từ Shark Bay ở Tây Úc đến Port Stephens ở New South Wales, từ bề mặt biển xuống đến độ sâu 350 m. Chúng là loài noãn thai sinh. Thịt thường được bán trên thị trường với tên "flake" ở phía nam Australia. Philê không xương của loài cá này đã làm cho chúng đặc biệt phổ biến trong ngành công nghiệp cá và khoai tây chiên khắp Australia. Dù chúng chưa bị đánh bắt quá mức chưa bị đánh bắt quá mức. Nhưng chúng có cùng khu vực sinh sống với Galeorhinus galeus, loài đang săn bắc quá mức. Vì vậy khi, ngư dân săn bắt Mustelus antarticus có thể ảnh hưởng đến Galeorhinus galeus.